# Анатолиј Тимошчук
Анатолиј Олександрович Тимошчук (укр. Анатолій Олександрович Тимощук) бивши је украјински фудбалер и украјински репрезентативац. Играо је на средини терена и наступао за Бајерн из Минхена од 2009. до 2013. Са Зенитом из Санкт Петербурга је 2008. године освојио УЕФА Куп.
Упркос инвазији Русије на Украјину 2022. године, Тимошчук наставља да ради у Русији, а његова једина изјава о актуелној ситуацији била је изјава о немогућности плаћања алиментације бившој супрузи због санкција Русији. Комисија за етику и фер-плеј Украјинског фудбалског савеза је 9. марта затражила да се Тимошчуку одузме тренерска лиценца, све државне награде, националне фудбалске титуле и да се искључи из званичног регистра репрезентативаца.

## Успеси

### Клупски успеси

#### Шахтјор
- Првак Украјине (3): 2002, 2005, 2006
- Освајач Купа Украјине (3): 2001, 2002, 2004
- Освајач Суперкупа Украјине: 2005.

#### Зенит
- Првак Русије (1): 2007
- Освајач Суперкупа Русије (1): 2008.
- Куп УЕФА (1): 2007/2008
- Европски суперкуп (1): 2008.

#### Бајерн Минхен
- Бундеслига (1): 2010.
- Куп Немачке (1): 2010.
- Суперкуп Немачке (1): 2010.

### Лични успеси
- Украјински фудбалер године (3): 2002, 2006, 2007.
- Најбољи играч првенства Русије 2007. (по оцени новина Спорт-Експрес)
- У списку 33 најбољих играча првенства Русије 2007.